# Vadžrásana

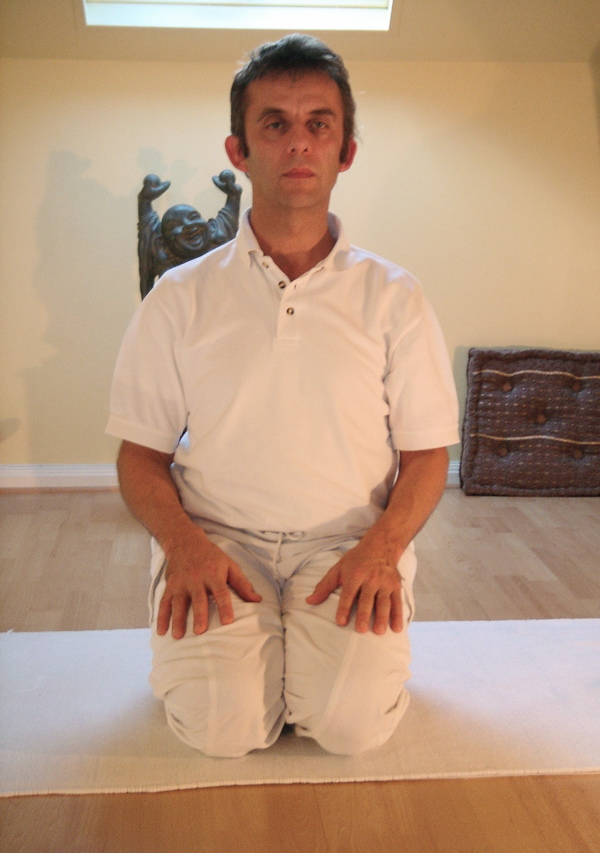
Vadžrásana

Vadžrásana (वज्रासन) neboli „diamantový sed“ je jednou z ásan.

## Etymologie
Název pochází ze sanskrtského slova džasra blesk, diamantový a asana (आसन) posed/pozice.

## Popis
- z vysokého kleku dosednout s výdechem na paty
- ruce jsou volně položené na stehnech, páteř je vzpřímená.

V případě bolesti nebo křečí v nohou je nutné se zvednout do vyššího kleku a cvik opakovat.
- Utthitavadžrásana je vysoký diamantový sed: Paty jsou přímo pod hýžděmi a paty ani chodidla se nerozestupují do stran.
- Paravrttivadžrásana je uvolněný diamantový sed: Paty se oddálí a hýždě dosednou na klenbu chodidel
- Paripúrnavadžrásana. Nohy jsou obráceny směrem ven, Hýždě leží přímo na podložce